# 巴爾蓋 (丹地)
巴爾蓋（英語：Balgay）是位於蘇格蘭邓迪西部的郊區地方。巴爾蓋山和維多利亞公園在1870年被丹地市集團收購，開放為公共公園。1935年，米爾斯天文台在山頂建成。不少公車路線都經過這區。